# Cathédrale du Sacré-Cœur de Kaifeng
Cette  cathédrale n’est pas la seule cathédrale du Sacré-Cœur.
La cathédrale du Sacré-Cœur (chinois : 开封耶稣圣心主教座堂) est la cathédrale catholique de l'archidiocèse de Kaifeng située dans la ville de Kaifeng et la province du Henan, en République populaire de Chine. Elle est dédiée au Sacré-Cœur. Elle est inscrite au patrimoine culturel du Henan depuis 2006.
C'est un bâtiment protégé, depuis 2006, par la liste sites historiques et culturels majeurs protégés au niveau national pour la province du Henan (zh).

## Histoire et description
Un jésuite arrive ici en 1608 et y fonde la première communauté catholique. La petite église est détruite par le débordement du fleuve jaune en 1642. En 1902, un prêtre missionnaire italien des missions étrangères de Milan, le père Noè Giuseppe Tacchoni, évangélise la région. En 1905, il achète des parcelles pour faire construire une église consacrée au Sacré-Cœur. Elle n'est terminée qu'en 1919. Entre-temps, le Saint-Siège érige en 1915 le vicariat apostolique du Henan oriental, et l'église en devient la cathédrale[réf. nécessaire]. Elle peut accueillir 600 fidèles. L'édifice mesure 33,45 mètres de longueur pour 17 mètres de largeur et 18 mètres de hauteur[réf. nécessaire], tandis que le campanile mesure 45 mètres de hauteur. 
En 1917, une grande maison est construite pour servir d'évêché et en 1919 un petit couvent et une école. Lorsque les troupes communistes de Mao Tsé-Toung s'emparent de la région en 1948, la cathédrale, l'évêché, le couvent, l'école et les autres possessions de l'Église catholique à Kaifeng sont confisqués par les nouvelles autorités.
La cathédrale est inscrite à la liste des monuments protégés de la province en 2006.